# Sàjides
La dinastia sàjida o dels sàjides va governar l'Azerbaidjan, Arran i Armènia, nominalment com a emirs governadors del Califat Abbàssida del 889 al 929. La família sadjida s'originà a Ushrusana a la Transoxiana, governada per un prínceps locals que portaven el títol d'Afshin i eren d'origen sogdià.
Un membre de la família, Haydar, fou un destacat general conegut universalment com Al-Afshin (o Al-Afshin Haydar). Al seu servei va combatre un parent seu, de nom Abul Sadj Diwdad ben Yusuf Diwdasht (pòstumament Diwdad I), contra Babak al-Khurrami i al Tabaristan contra els Tahírides del Khorasan del rebel Karínida Mazyar. Diwdad fou nomenat després governador d'Alep i Kinnasrin i fou també cap de la policia de Bagdad; el 875 fou nomenat governador del Khuzistan però a l'any següent es va aliar amb el saffàrida Yakub ibn al-Layth que marxava cap a l'Iraq i va participar en la batalla de Dayr al-Akyl; els seus béns a l'Iraq foren confiscats pel regent del califat al-Muwaffak. Va restar fidel als saffàrides i va morir al servei d'Amr I ibn al-Layth el 879.
Va deixar dos fills Abul Musafir Muhammad (o Abu Ubayd Allah) i Abul Kasim Yusuf ben Abul Sadj Diwdad que va estar al servei dels abbàssides tot i que el primer estava inicialment als servei d'Amr ibn al-Layth per compte del qual va lluitar contra els rebels de l'Hedjaz. Talha al-Muwàffaq va enviar als generals Ishak ibn Kundadj (governador de Mossul que havia estat nomenat governador "legítim" d'Egipte i Síria ja el 882), i Abul Musafir Muhammad ibn Diwdad Abi l-Sadj, governador d'al-Anbar, que van envair Síria (884) on el governador de Damasc es va passar al seu bàndol. Llavors va arribar el fill del regent Ahmad ibn al-Muwaffak (futur califa al-Mútadid) amb un exèrcit iraquià i encara va rebre més adhesions. El febrer/març del 885 les tropes invasores manades per Ahmad es van enfrontar a les de Khumàrawayh a la batalla anomenada dels Molins (al-Tawahin), al sud de Palestina i els dos caps van fugir vergonyosament als primers xocs; la victòria fou pels egipcis perquè un general, Sad al-Aysar, es va dirigir a Damasc i la va ocupar, però allí es va revoltar contra el seu senyor (després l'emir el va matar de pròpia mà). Khumàrawayh va tractar amb màxima clemència als presoners buscant la reconciliació. A l'any següent l'emir egipci, tot i estar en inferioritat numèrica, va derrotar a Ishak ibn Kundadj que es va haver de sotmetre i va entregar les regions orientals que l'obeïen, fins a Harran.. La Djazira va quedar integrada al govern tulúnida quan el governador Muhammad ibn Diwdad Abi l-Sadj se li va sotmetre.
El 889 o 890 el primer fou nomenat per al-Muwaffak com a governador de l'Azerbaidjan i el 893 es va apoderar allí de Maragha, que estava en poder del rebel Abd Allah ben al-Hasan al-Hamdani. Les seves lluites amb el rei armeni Simbaci I el Màrtir (que els àrabs anomenen Sunbat) es poden seguir en detall a l'article sobre aquest rei. Es va rebel·lar contra el califa abbàssida i va prendre l'antic títol d'Afshin pel que fou conegut. Però no va trigar a reconciliar-se a al-Mutamid que el va confirmar com a governador. Va morir de pesta a Bardaa el març del 901.
El seu fill Diwdad ben Afshin (Diwdad II, o Diwdad ben Muhammad, proclamat per l'exèrcit a Maragha, fou enderrocat al cap de pocs mesos (estiu del 901) pel seu oncle Abul Kasim Yusuf al-Sadj (Yusuf ben Abul Sadj Diwdad). Va traslladar la capital de Maragha a Ardabil. Les seves lluites amb el rei d'Armènia Simbaci I el Màrtir també es poden seguir en detall a l'article sobre aquest rei (que va morir en lluita contra el sàdjida el 914). Yusuf es va rebel·lar el 905 contra al-Muktafi i però la revolta no va durar gaire i fou confirmat com a governador. El 912 es va rebel·lar contra al-Muktadir que l'havia confirmat al càrrec de governador d'Armènia, Azerbaidjan i Arran. Però una vegada més hi va haver reconciliació. El 917 els Ardzruni foren reconeguts com els seus vassalls a Dvin.
Després del 917 va conquerir la Pèrsia del nord al governador dels samànides, Muhammad ibn Ali Suluk, entrant a Zandjan, Abhar, Qazvín i Rayy. Altre cop enfrontat al califa, aquest va enviar a l'Azerbaidjan un exèrcit sota el comandament de l'eunuc Munis al-Muzaffar, que va derrotar a Yusuf el 919 i el va portar presoner a Bagdad i va romandre tancat tres anys (durant el qual van governar els seus generals), però després fou alliberat (922) i restaurat en el seu govern de l'Azerbaidjan així com al govern de Rayy i el Djibal (Hamadan). El 926 el califa el va cridar per encarregar-li el comandament de l'expedició contra els càrmates, i en aquesta expedició fou derrotat i mort prop de Kufa el febrer del 928.
El califa va nomenar (de fet confirmar) al nebot de Yusuf, Abul Musafir Fath ben Muhammad Afshin, però fou enverinat el setembre del 929 per un esclau. La Pèrsia del nord-oest va passar a diversos senyors kurds i més tard daylamites.
Un fill d'Abul Musafir Fath, de nom Abul Faradj, estava al servei dels abbàssides a mitjans de segle però sense exercir cap govern.

## Emirs sàjides
- Abu-s-Saj Díwdad (I) b. Yússuf Díwdaixt o Abu l-Sādj Dēwdād (I) b. Yūsuf Dēwdasht
- Muhàmmad ibn Abi-s-Saj al-Afxín (889-901)
- Díwdad (II) ibn Muhàmmad al-Afxín (901)
- Yússuf ibn Abi-s-Saj (901-928) (presoner del califa del 919 al 922, van governar els seus generals)
- Abu-l-Mussàfir Fat·h ibn Muhammad Afxín (928-929)